# Montipora niugini
Montipora niugini är en korallart som beskrevs av Veron 2002. Montipora niugini ingår i släktet Montipora och familjen Acroporidae. IUCN kategoriserar arten globalt som nära hotad. Inga underarter finns listade i Catalogue of Life.